# Államok vezetőinek listája 42-ben
Ezen az oldalon az i. sz. 42-ben fennálló államok vezetőinek névsora olvasható földrészek, majd országok szerinti bontásban. 

## Európa
- Boszporoszi Királyság
  - Király: III. Mithridatész (41–44/45)

- Britannia
  - Catuvellaunusok
    - Király: Togodumnus (40–42)

  - Atrebasok
    - Király: Verica (15–43)

- Dák Királyság
  - Király: Scorilo – (30–70)

- Odrüsz Királyság
  - Király: III. Rhoimetalkész (38–46)

- Római Birodalom
  - Császár: Claudius (41–54) 
    - Consul: Claudius császár
    - Consul: Caius Caecina Largus
    - Consul suffectus: Caius Cestius Gallus
    - Consul suffectus: Cornelius Lupus

  - Pannonia provincia
    - Legatus: Aulus Plautius (36–42)

## Ázsia
- Anuradhapura
  - Király: Ilanákan (38–44)

- Armenia
  - Király: Oródész (37–42)
  - Király: Mithridatész (42–51)

- Atropaténé
  - Király: Vonónész (12-51)

- Elümaisz
  - Király: I. Oródész (25-50)

- Hsziungnuk
  - Sanjü: Jü (18-46)

- Ibériai Királyság
  - Király: I. Pharaszmanész (1–58)

- India
  - Indo-pártus Királyság
    - Király: Gondopharész (20–50)

  - Indo-szkíta Királyság
    - Király: Aszpavarma (15–45)

- Japán
  - Császár: Szuinin (i. e. 29–70)

- Kína (Han-dinasztia)
  - Császár: Han Kuang Vu-ti (25–57)

- Kommagéné
  - Király: IV. Antiokhosz (38–72)

- Korea
  - Pekcse
    - Király: Taru (29–77)

  - Kogurjo
    - Király: Temusin (18–44)

  - Silla
    - Király: Juri (24–57)

- Kusán Birodalom
  - Király: Kudzsula Kadphiszész (30-80)

- Nabateus Királyság
  - Király: II. Malikhosz (40–70)

- Oszroéné
  - Király: V. Abgar (13-50)

- Pártus Birodalom
  - Nagykirály: I. Vardanész (38–45)
  - Nagykirály (ellenkirály: II. Gotarzész (38–51)

- Pontoszi Királyság
  - Királynő: II. Polemón (38-64)

- Római Birodalom
  - Asia provincia
  - Proconsul: Caius Sallustius Crispus Passienus (42–43)
  - Iudaea
  - Király: I. Heródes Agrippa (39–44)
  - A szanhedrin vezetője: I. Gamáliel (9–50)
  - Főpap: Simon Kantatherasz ben Boethosz 41 – 43
  - Syria provincia
    - Praefectus: Publius Petronius (39–42)
    - Praefectus: Caius Vibius Marsus (42–44)

## Afrika
- Római Birodalom
  - Aegyptus provincia
    - Praefectus: Lucius Aemilius Rectus (41–42)
    - Praefectus: Marcus Heius (42–45)
- Kusita Királyság
  - Kusita uralkodók listája

## Fordítás
- Ez a szócikk részben vagy egészben  a   Liste der Staatsoberhäupter 42 című német Wikipédia-szócikk ezen változatának fordításán alapul.  Az eredeti cikk szerkesztőit annak laptörténete sorolja fel. Ez a jelzés csupán a megfogalmazás eredetét és a szerzői jogokat jelzi, nem szolgál a cikkben szereplő információk forrásmegjelöléseként.